# ウォルト・ディズニー・ダイレクト・トゥ・コンシューマー&インターナショナル
ウォルト・ディズニー・ダイレクト・トゥ・コンシューマー&インターナショナル（英語: Walt Disney Direct-to-Consumer & International） はかつて存在していた、ウォルト・ディズニー・カンパニーの4大部門の1つ。ストリーミング・サービスとアメリカ国外展開を担当していた。「ダイレクト・トゥー・コンシューマ＆インターナショナル（略称：DTCI）」と表記されることもあった。

## 概要
2018年3月14日に行われたウォルト・ディズニー・カンパニーの組織再編によって誕生した。2020年までのウォルト・ディズニー・スタジオ・ホーム・エンターテイメント、または20世紀フォックス ホーム エンターテイメントなどのホームビデオ販売の他、Disney+やESPN+、Huluなどの動画配信サービス（ディズニー・ストリーミング・サービス）といった消費者直結型（ダイレクト・トゥ・コンシューマー）のサービスを行う他、アメリカ国外での展開（ウォルト・ディズニー・ジャパンなどの世界への展開）を行なっている。
2019年にウォルト・ディズニー・カンパニーが21世紀フォックスを買収した事により、FOXネットワークス・グループのアメリカ国外展開などの事業を引き継いだ。
2020年10月12日に行われた組織再編により閉鎖された。
事業はディズニー・メディア&エンターテイメント・ディストリビューションをはじめとした複数の部門に引き継がれた。

## 歴史
- 2017年 - ウォルト・ディズニー・カンパニーのアメリカ以外の国際部門の再編の一環として、新たに統合することを目的として、設立された。以前はウォルト・ディズニー・カンパニー（ウォルト・ディズニー・スタジオ・モーション・ピクチャーズ）とソニー・ピクチャーズ（ソニー）と連携して外国映画の配給[8]などを行っていた。
- 2018年4月12日 - ESPN+がサービス開始[9]された。
- 2018年10月10日 - BAMTechは、ディズニーストリーミングサービスに名前変更。
- 2018年11月下旬 - ディズニーストア（ディズニー・コンシュマー・プロダクツ）などの販売店についてはディズニー・パークス・エクスペリエンス・プロダクツに移動した。
- 2019年4月1日 - アジア太平洋地域での事業拡大を発表。
- 2019年11月12日 - Disney+を北米地域とオランダでサービス開始[10][11]。
- 2020年10月12日 - 組織再編により閉鎖。

## 部門

### ダイレクト・トゥ・コンシューマー
- Disney+
- ESPN+
- Hulu（株式の67% 完全配下）
- Star[12]

### テクノロジー
- ディズニー・ストリーミング・サービス
- DTCI Technology

### 国際部門
- ディズニー・ブランデッド・テレビジョン（国際的および地域間）
- FOXネットワークス・グループ[13]
  - Fox
  - Foxスポーツ・インターナショナル
  - Luxe.tv
  - ナショナル・ジオグラフィック・グローバル・ネットワーク
  - Duck TV
  - Baby TV
- ウォルト・ディズニー・カンパニー・ラテン・アメリカ
  - Fox テレコロンビア（51%）
  - LAPTV
    - Rede Telecine
- ウォルト・ディズニー・カンパニー・ヨーロッパ、 中東、アフリカ（EMEA）
  - スーパーRTL（50% Mediengruppe RTL Deutschlandが所有）
  - RTL II（15.8% Mediengruppe RTL Deutschlandが所有）
- ウォルト・ディズニー・カンパニー・アジア太平洋[14]
  - インド法人
    - UTVソフトウェア・コミュニケーションズ
      - UTVモーション・ピクチャーズ

    - Disney Star
      - Disney+ Hotstar
      - スター・スタジオ

    - タタ・スカイ（30%）

  - 北アジアグループ
    - 日本法人
    - ウォルト・ディズニー・グレーター・チャイナ
      - 中国法人
      - 台湾法人

    - 韓国法人

  - フィリピン法人[15]
  - 東南アジア法人（シンガポール）
  - マレーシア法人[16]
  - インドネシア法人[17]
  - タイ法人[18]
  - オーストラリア法人